# Jerry Rook
Jerry G. Rook (Jonesboro, 27 ottobre 1943 – Jonesboro, 25 agosto 2019) è stato un cestista statunitense, professionista nella ABA.

## Carriera
Venne selezionato dai Baltimore Bullets al quattordicesimo giro del Draft NBA 1965 (97ª scelta assoluta).